# Volvo B10BLE
Der Volvo B10BLE ist ein Fahrgestell für Stadtbusse des Herstellers Volvo.
Er war mit einem 6-Zylinder-9,6-Liter-Turbodiesel in zwei Leistungsstufen mit 180 kW (245 PS) und 210 kW (286 PS) lieferbar und wurde 2002 durch den Volvo B12BLE ersetzt.

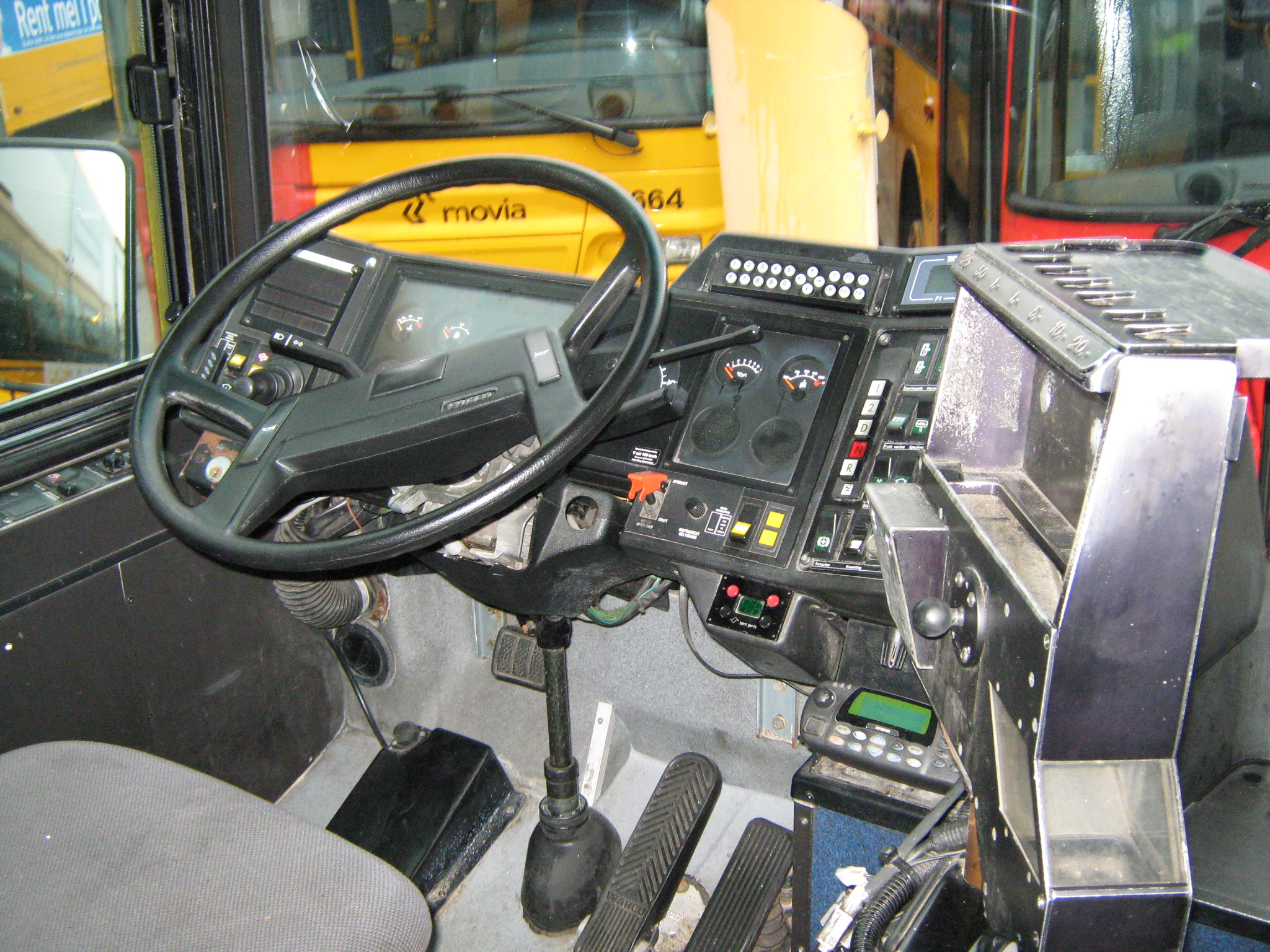
Fahrerplatz
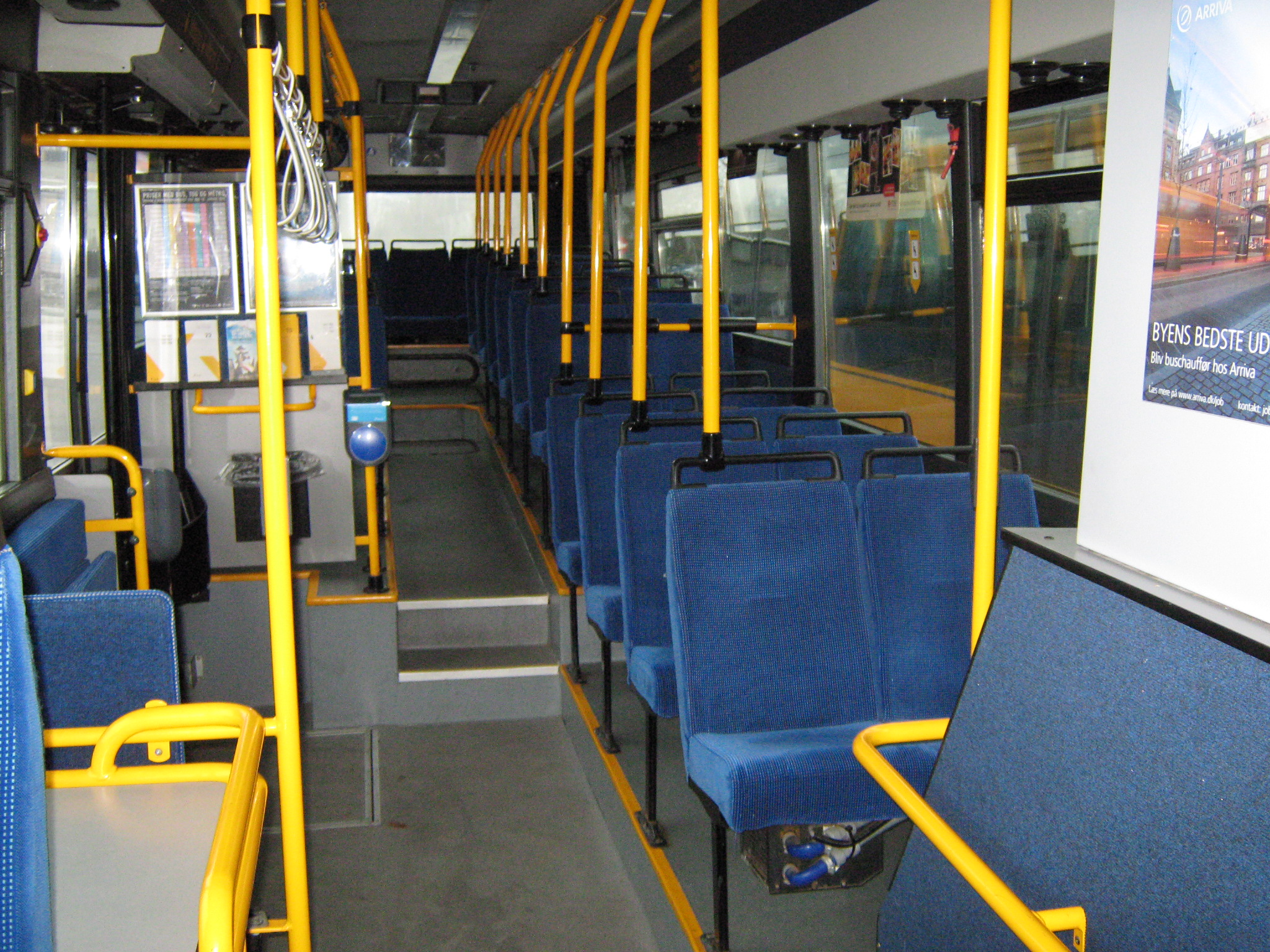
Fahrgastraum

## Motoren
| Motortyp | Leistung                       | Max. Drehmoment        |
| -------- | ------------------------------ | ---------------------- |
| THD103KF | 180 kW (245 PS) bei 2000 min−1 | 1050 Nm bei 1320 min−1 |
| THD103KB | 210 kW (286 PS) bei 2000 min−1 | 1200 Nm bei 1320 min−1 |